# Freno de cuerdas

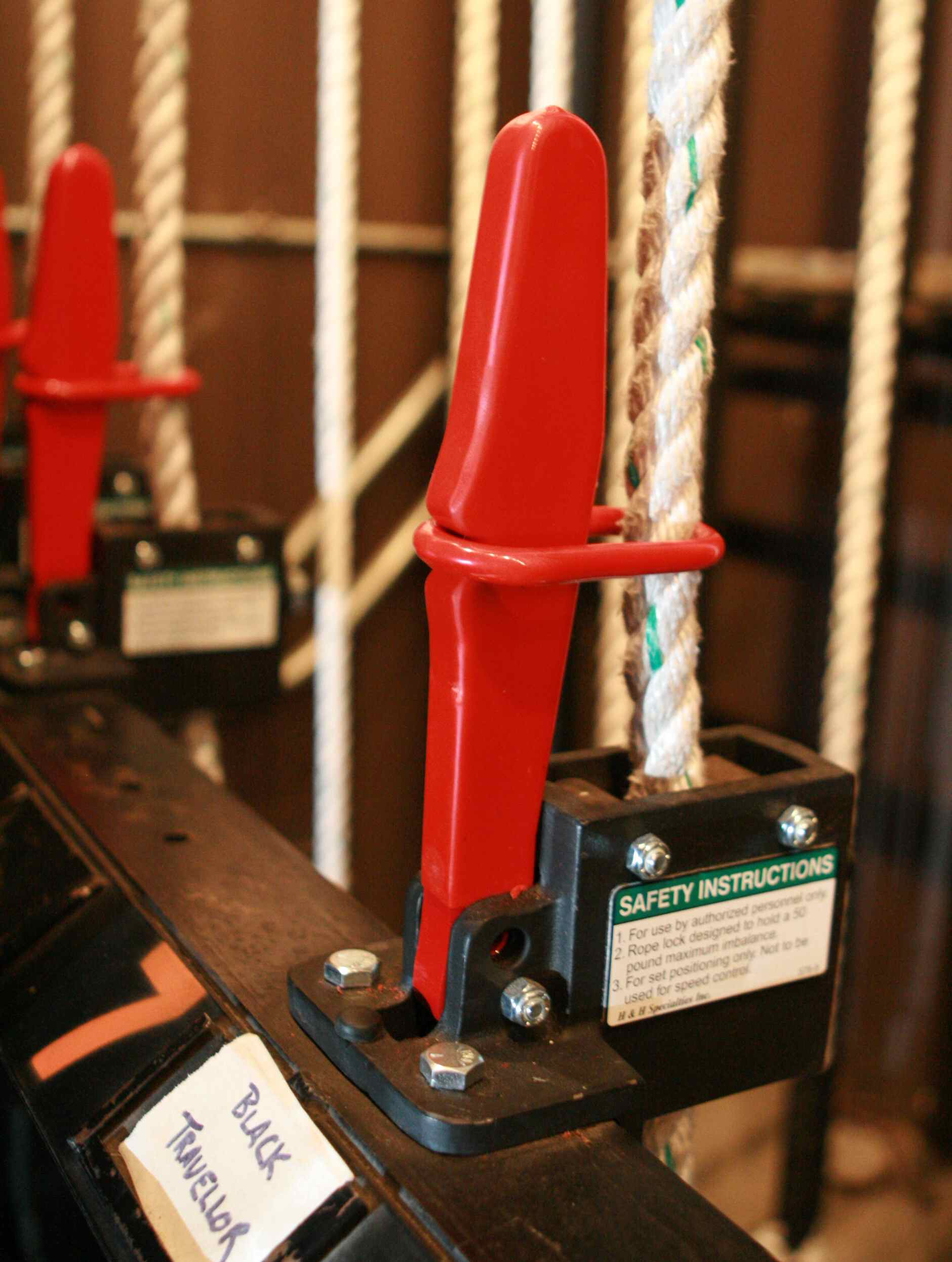
Bloqueo de cuerda, con anillo de bloqueo oval pegado. El agujero del candado es visible en la base del mango.

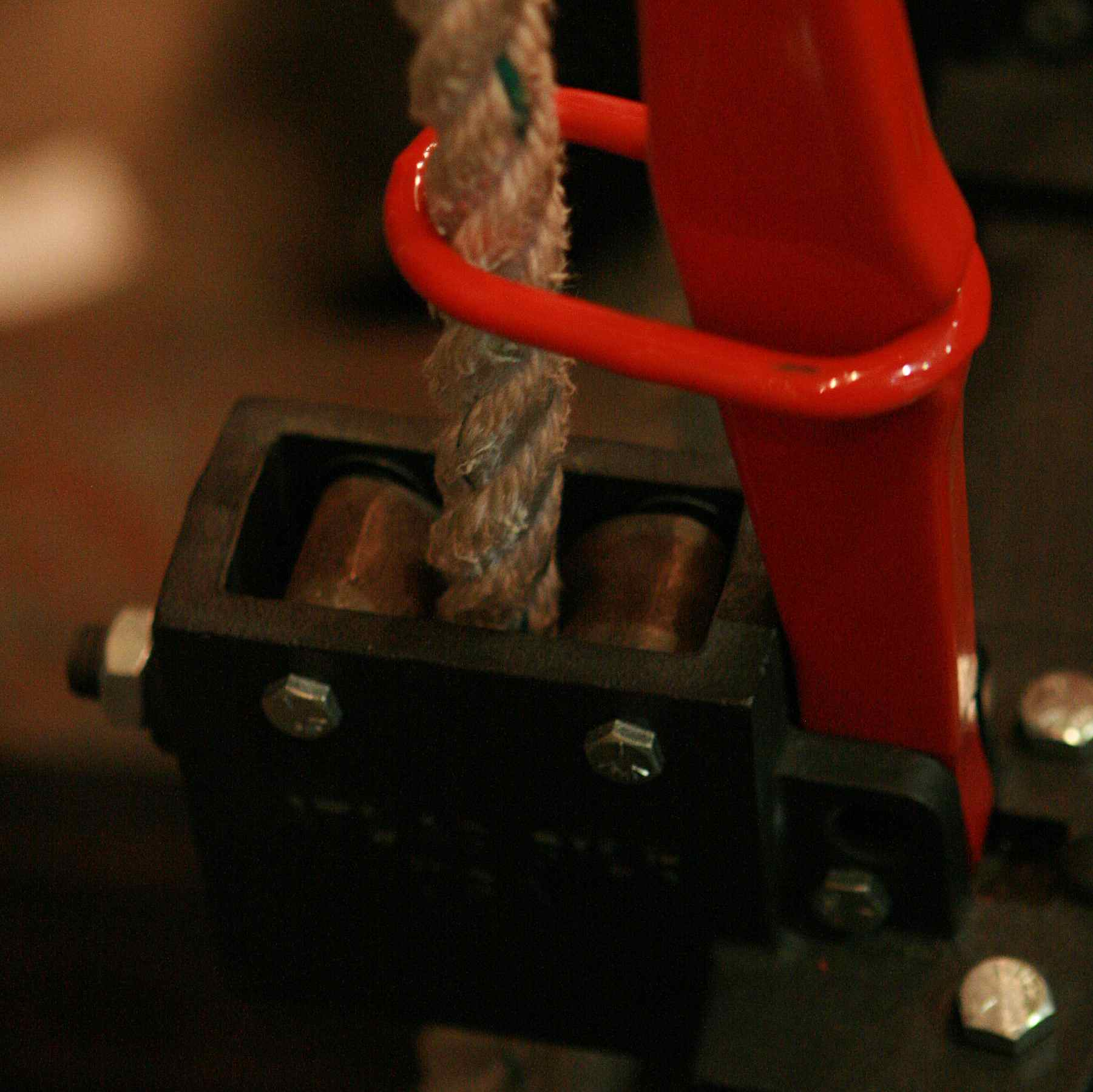
Las levas metálicas cogen la cuerda.

Un freno de cuerdas o bloqueo de cuerdas es un dispositivo que se utiliza para evitar que una cuerda, se mueva de su punto de bloqueo. Los frenos de cuerda en los teatros se montan sobre un raíl de bloqueo, que proporciona soporte estructural y los mantiene a un nivel conveniente para el equipo del escenario. En los barcos, los fijos, se pueden montar sobre el palo, o sobre la cubierta, pero los hay móviles que se pueden montar sobre el entorno de control de la escota de la mayor o incluso en la parte superior de un cabrestante o "winche". 

## Sistemas de tramoya
En un sistema de tramoya de teatro, un freno de cuerdas o bloqueo de cuerdas es un dispositivo que se utiliza para evitar que una cuerda, y el conjunto de líneas que controla, se mueva. Un freno de cuerda está controlado por un asa de acero que engancha la cerradura cuando está vertical y la libera cuando es horizontal. El mango es típicamente recubierto de polvo rojo o cubierto por una empuñadura de goma roja. Un anillo de seguridad de acero de forma ovalada envuelve tanto la cuerda como el mango para garantizar que el bloqueo no se pueda liberar accidentalmente. .
Dos levas metálicas, una estacionaria y otra móvil, se utilizan para inmovilizar la cuerda. La posición de la leva móvil se controla mediante el asa de bloqueo. Cuando se levanta el mango, la leva móvil se presiona hacia la leva estacionaria para coger la cuerda comprimiéndola entre las levas. Por el contrario, el bloqueo se libera bajando el mango, retirando así la leva móvil lejos de la leva estacionaria y liberando la adherencia de la cuerda. La posición de la leva estacionaria normalmente puede ajustarse con un tornillo de ajuste del cabezal. Esto permite ajustar el espacio entre las levas de forma que, cuando se bloquea, el bloqueo de la cuerda pueda acomodar cuerdas de distintos diámetros.
Los frenos de cuerda simples están diseñados para inmovilizar sólo cargas equilibradas o ligeramente desequilibradas; no mantendrán conjuntos de líneas significativamente desequilibrados en su sitio ni están pensados para ser utilizados para el control de velocidad del conjunto de líneas. La mayoría de los frenos de cuerda tradicionales están clasificados para aguantar una diferencia de 50 libras (22,7 kg) o menos. Por ello, la técnica de carga adecuada es esencial para un funcionamiento seguro. El mal uso del bloqueo de la cuerda es una fuente habitual de accidentes de apareamiento, especialmente entre los estudiantes. Existen disponibles bloqueos de cuerda más complejos que evitarán el desbloqueo si el conjunto de líneas está excesivamente desequilibrado. Estas cerraduras de detección de carga reducen la probabilidad de accidentes, pero pueden provocar situaciones de carga incómodas y son más caras que las cerraduras más simples. También hay disponibles frenos de cuerda diseñados para sujetar conjuntos de líneas desequilibradas y actuar eficazmente como freno.
Algunos frenos de cuerda proporcionan un agujero que acomodará un candado . Cuando se instala un candado, la palanca de control se bloquea en la orientación vertical y el conjunto de líneas no puede moverse. Normalmente, un bloqueo de cuerda está cerrado con cadena para evitar el movimiento accidental del conjunto.

## Freno de escota

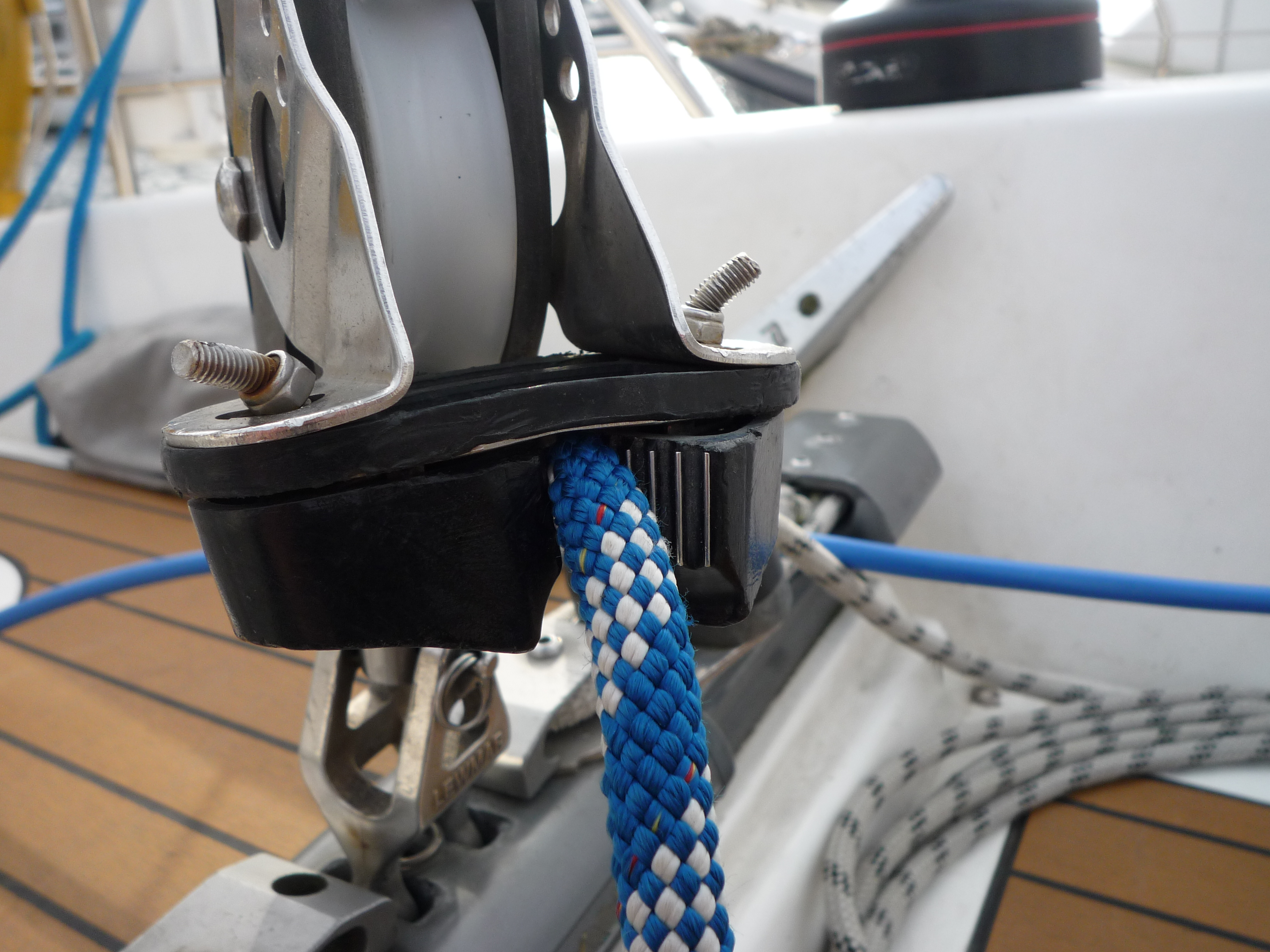
Freno de escota

Los frenos de escota  o mordazas de escota permiten el libre movimiento de la escota al cazar (estirar), pero bloquean el movimiento hacia atrás (amollar),   en la posición que se desea mantener la escota. Para liberarla basta con estirar la escota fuera de la mordaza.

## Freno de driza
Los frenos de drissa,  son muy parecidos a los de tramoya, sólo que están hechos con material que aguantan bien el clima del mar. En posición neutra, con la "palanca erguida", permiten el libre movimiento de la driza. En posición de frenado, "palanca bajada", bloquean el movimiento de la driza en ambos sentidos.

## Topes de retención
Los dispositivos anteriores actúan sobre cuerdas de diámetro constante. En otras aplicaciones el efecto de retención se efectúa alterando el diámetro de la cuerda: mediante un nudo o añadiendo una prenda que haga de tope en una restricción disponible.

### Ejemplos
- En una cuerda de pozo (para subir agua con un cubo y una polea) hay que asegurarse de que la cabeza de la cuerda no pueda pasar por la polea cayendo al pozo. Un sistema sencillo es hacer un nudo (preferiblemente un ocho) en el extremo de la cuerda oa una distancia conveniente. Este caso es similar al de algunas cuerdas de persiana.
- En una driza sin tope, si cualquiera de las cabezas pasa por la polea, volverla a pasar puede ser muy laborioso. Muchas drisses de veleros ligeros disponen de una mordaza (o sistema equivalente) cerca de la parte alta del palo con el fin de que la parte bajo tensión de la drissa sea mínima. Por ejemplo en un palo de siete metros de largo una driza sin mordaza puede tener unos 6 metros bajo tensión. Con la mordaza la parte tensionada es inferior a un metro. Así, a igualdad de alargamiento, la driza con mordaza se alargará menos. La fuerza de compresión sobre el árbol se reducirá a la mitad.[5][6][7][8]

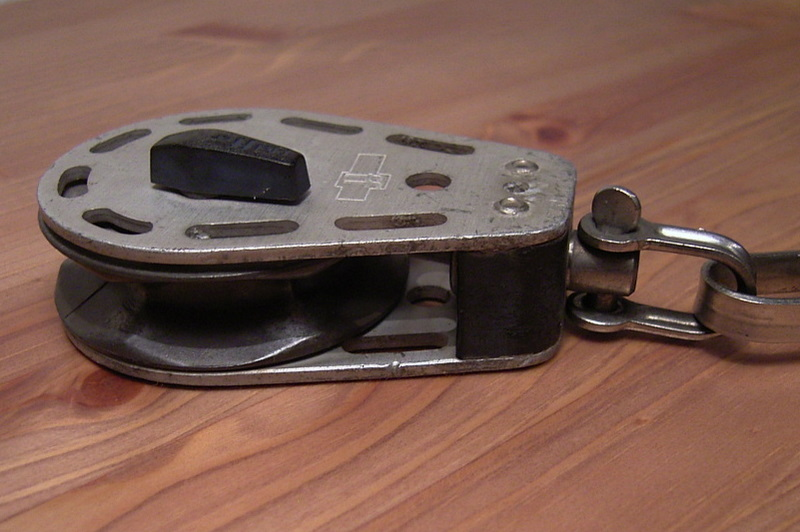
Polia con trinquete de retención desacoplable
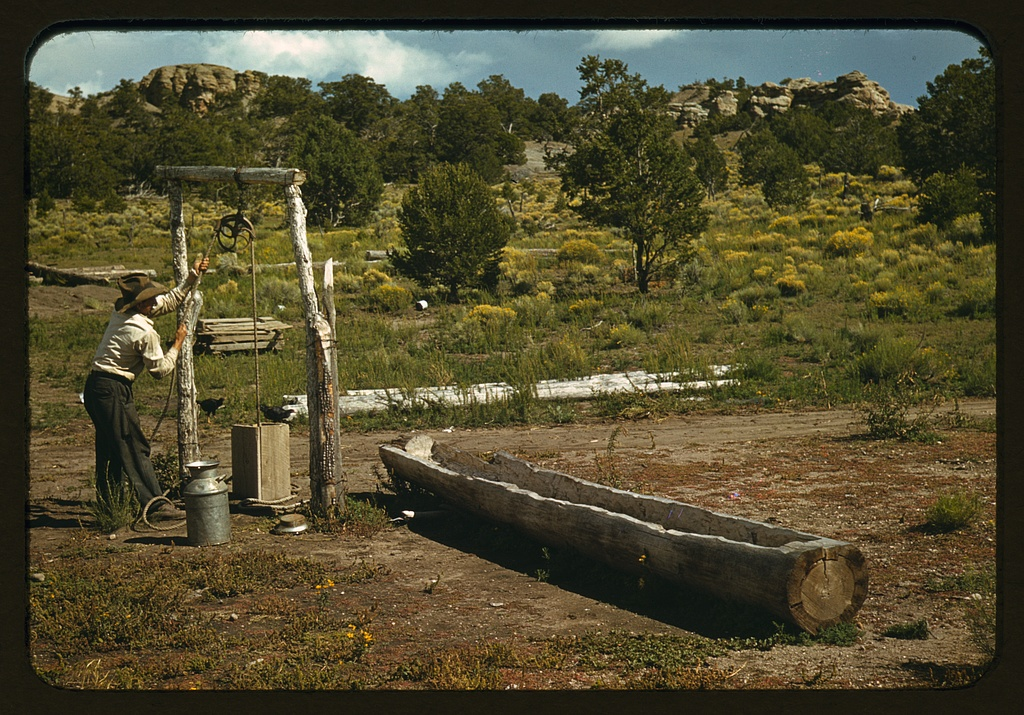
Cuerda de pouar agua
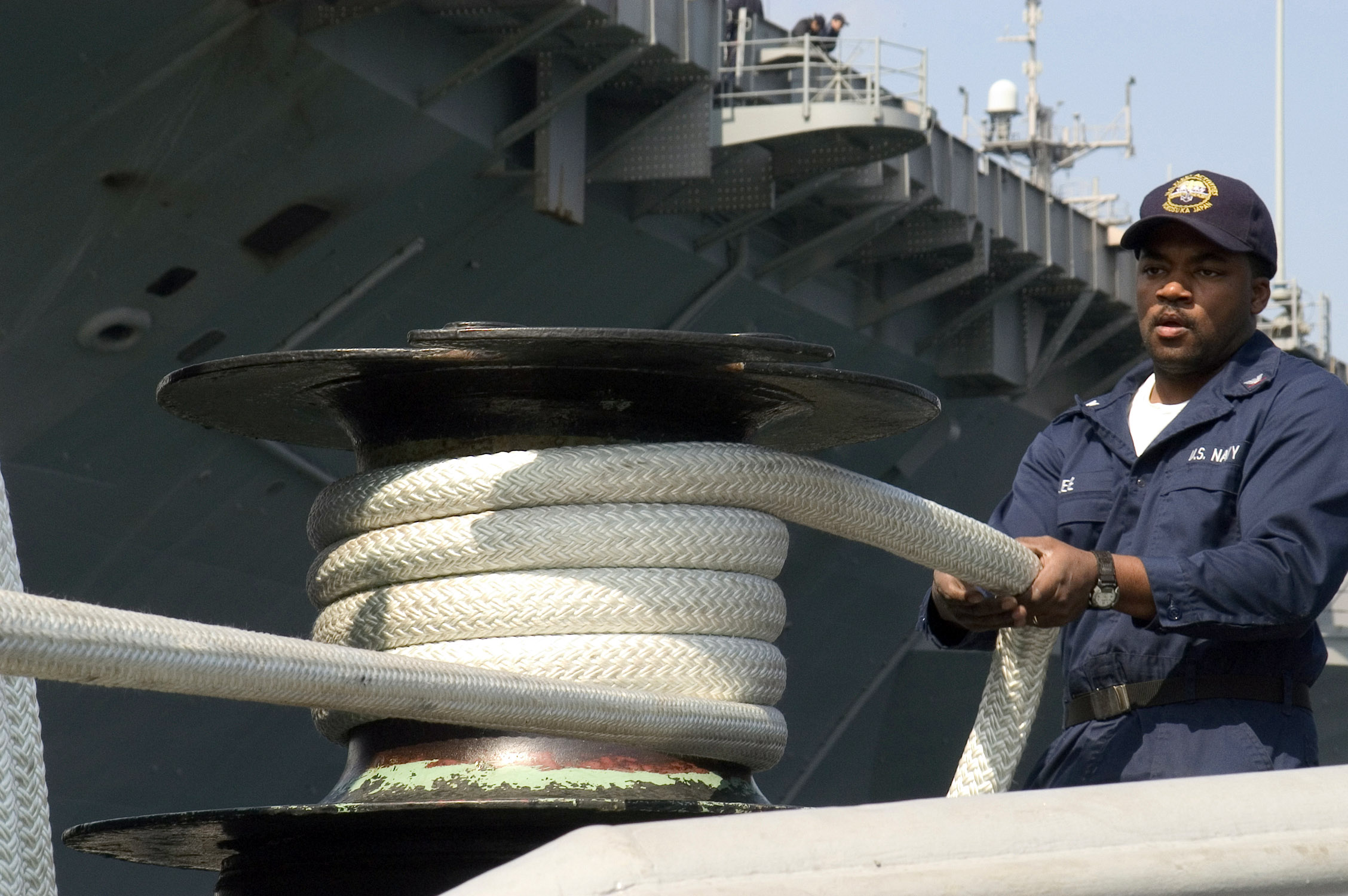
Vueltas en la cuerda de un cabrestante

## Retención por fricción
En vela ligera hay poleas con un trinquete de retención. Con estas poleas es posible retener, por ejemplo, a una escota con un esfuerzo mínimo. La garganta de la polea permite aprovechar el rozamiento entre la cuerda y rueda. Otro sistema, muy conocido popularmente, es el del turno, argue y similares. Dos o tres vueltas de cuerda en un cilindro (fijo o giratorio) multiplican mucho la retención de una cuerda. Esto se puede aprovechar "estirando" o "soltando". El usuario puede dominar grandes esfuerzos con una mínima fuerza.